# إكس بوكس غيم باس
إكس بوكس غيم باس هي خدمة اشتراك من مايكروسوفت توفر ألعاب الفيديو لأجهزة إكس بوكس ون وويندوز 10. وتسمى باسم "نتفلكس لألعاب الفيديو"، تمنحك الخدمة إمكانية الوصول إلى مجموعة ضخمة من الألعاب من مجموعة ناشرين مقابل الاشتراك الشهري الذي لا يتعدى سعره 9.99$. أطلقت الخدمة في 1 يونيو 2017، بينما حصل مشتركو إكس بوكس لايف غولد على أولوية الوصول في 24 مايو.

## تاريخ الخدمة
في 28 فبراير 2017 أعلنت مايكروسوفت عن الانطلاق الأول لإكس بوكس غيم باس وأتاحت مجموعة محدودة من الألعاب للأختبار والتعليقات حول الخدمة. في وقت لاحق من الربع الثاني من عام 2017 فتحت الخدمة للاعبين الذين يشتركون في إكس بوكس لايف غولد، ثم فتحت لعامة المستخدمين لا يلزم اشتراك في إكس بوكس لايف غولد.
صرح سبنسر بأن نية مايكروسوفت باستخدام إكس بوكس غيم باس هي إتاحتها عبر العديد من الأجهزة، بما في ذلك أجهزة منافسيها "نريد إحضار الخدمة إلى أي جهاز يرغب شخص ما في اللعب عليه ... ليس فقط لأنه من أعمالنا، بل لأن يسمح للمستخدمين بالاستهلاك والعثور على الألعاب التي لم يلعبوها بعد"، أعلنت مايكروسوفت في مايو 2019 أن جهاز إكس بوكس غيم باس سيأتي لأجهزة الكمبيوتر التي تعمل بنظام ويندوز 10، حيث سيكون هناك أكثر من 100 لعبة من استوديوهات مايكروسوفت الخاصة وكذلك استوديوهات الطرف الثالث عند إطلاقها.

## الأماكن التي تتوفر فيها الخدمة
الخدمة متاحة في الأرجنتين، أستراليا، النمسا، بلجيكا، البرازيل، كندا، شيلي، كولومبيا، جمهورية التشيك، الدنمارك، فنلندا، فرنسا، ألمانيا، اليونان، هونج كونج، المجر، الهند، أيرلندا، ، إيطاليا، كوريا، المكسيك، هولندا، نيوزيلندا، النرويج، بولندا، البرتغال، روسيا، المملكة العربية السعودية، سنغافورة، سلوفاكيا، جنوب إفريقيا، إسبانيا، السويد، سويسرا، تايوان، تركيا، الإمارات العربية المتحدة، المملكة المتحدة، الولايات المتحدة ومصر.

## وصلات خارجية
- الموقع الرسمي